# غارلاند أوشيلدز
غارلاند أوشيلدز (بالإنجليزية: Garland O'Shields)‏ مواليد 23 مايو 1921 - الوفاة 17 يناير 2001، كان لاعب كرة سلة أمريكي. بدأ مسيرته الاحترافية في سنة 1946. حمل الرقم 9. بلغ طوله 6 قدم 1 بوصة (1.9 م). اعتزل اللعب في 1948. لعب مع شيكاغو ستايغس وفيلادلفيا سفنتي سيكسرز.

## روابط خارجية
- غارلاند أوشيلدز على موقع إن بي أي (الإنجليزية)
- غارلاند أوشيلدز على موقع سبورتس رفرنس (الإنجليزية)
- غارلاند أوشيلدز على موقع ريلجم (الإنجليزية)
- غارلاند أوشيلدز على موقع بروبوليرز (الإنجليزية)
- غارلاند أوشيلدز على موقع سبورتس رفرنس (الإنجليزية)